# Kristina Koznick
Kristina Lyn Koznick (Apple Valley, 24 novembre 1975) è un'ex sciatrice alpina statunitense specialista dello slalom speciale.

## Biografia

### Carriera sciistica

#### Stagioni 1992-1998
Kristina Koznick, originaria di Burnsville, debuttò in capo internazionale in occasione dei Mondiali juniores di Maribor, giungendo 25ª nello slalom gigante e 4ª nello slalom speciale. In Coppa del Mondo ottenne il primo piazzamento di rilievo il 24 gennaio 1993 a Haus, quando fu 21ª in slalom speciale; nella stessa stagione ai Mondiali juniores di Montecampione/Colere bissò il 4º posto nello slalom speciale dell'anno prima. Anche nelle sue prime apparizioni iridate gareggiò tra i pali stretti: a Sierra Nevada 1996 fu 19ª, mentre a Sestriere 1997 non concluse la prima manche. Il 14 marzo 1997 conquistò la prima vittoria, nonché primo podio, in Nor-Am Cup, a Mission Ridge sempre in slalom speciale.
Il 28 dicembre 1997 conquistò il primo podio in Coppa del Mondo a Lienz, classificandosi 2ª alle spalle della svedese Ylva Nowén. Un mese dopo, il 29 gennaio 1998, si aggiudicò il primo successo, sempre tra i pali stretti, a Åre; in seguito esordì ai Giochi olimpici invernali, ma a Nagano 1998 non terminò la prova di slalom speciale. In quella stagione in Coppa del Mondo, dopo aver totalizzato quattro podi, fu 2ª nella classifica di slalom speciale, staccata di 60 punti dalla vincitrice Nowén.

#### Stagioni 1999-2002
Ai Mondiali di Vail/Beaver Creek 1999 non terminò né lo slalom gigante né lo slalom speciale; nella stagione successiva conquistò l'ultima vittoria in Nor-Am Cup, il 7 febbraio 2000 a Deer Valley in slalom speciale, mentre l'anno dopo, nella rassegna iridata di Sankt Anton am Arlberg 2001, si piazzò 15ª nello slalom gigante e 8ª nello slalom speciale: fu, quest'ultimo, il miglior piazzamento iridato della carriera della Koznick.
Nella stagione 2001-2002 ottenne l'ultimo podio in Nor-Am Cup, il 17 novembre a Loveland in slalom speciale (3ª), partecipò ai XIX Giochi olimpici invernali di Salt Lake City 2002, classificandosi 17ª nello slalom gigante e non terminando lo slalom speciale, e in Coppa del Mondo fu nuovamente 2ª nella classifica di slalom speciale, a 79 punti dalla vincitrice Laure Pequegnot.

#### Stagioni 2003-2008
Ai Mondiali di Sankt Moritz del febbraio 2003 fu 12ª nello slalom gigante e non portò a termine lo slalom speciale; un mese dopo, il 13 marzo, ottenne l'ultimo successo in Coppa del Mondo nello slalom speciale di Lillehammer. Il 20 gennaio 2005 si piazzò per l'ultima volta sul podio in Coppa del Mondo giungendo 2ª nello slalom speciale di Zagabria Sljeme, dietro alla finlandese Tanja Poutiainen; ai successivi Mondiali di Bormio/Santa Caterina 2005, sua ultima presenza iridata, fu 23ª nello slalom gigante e non completò lo slalom speciale.
Prese per l'ultima volta il via in Coppa del Mondo il 3 febbraio 2006 a Ofterschwang in slalom gigante (25ª) e abbandonò l'attività agonistica ai massimi livelli in occasione dei XX Giochi olimpici invernali di Torino 2006, dove non terminò la prova di slalom speciale, per continuare a prendere saltuariamente parte a gare FIS fino al definitivo ritiro, nell'aprile del 2008; l'ultima gara dell'atleta fu uno slalom speciale FIS disputato il 6 aprile 2008 sulle nevi di Vail, chiuso dalla Koznick al 6º posto.

### Altre attività
Dopo il ritirò è stata commentatrice sportiva per le reti televisive statunitensi NBC e Universal Sports.

## Palmarès

### Coppa del Mondo
- Miglior piazzamento in classifica generale: 8ª nel 2002
- 20 podi (tutti in slalom speciale):
  - 6 vittorie
  - 10 secondi posti
  - 4 terzi posti

#### Coppa del Mondo - vittorie
| Data             | Località      | Paese    | Specialità |
| ---------------- | ------------- | -------- | ---------- |
| 29 gennaio 1998  | Åre           | Svezia   | SL         |
| 28 dicembre 1998 | Semmering     | Austria  | SL         |
| 10 marzo 2000    | Sestriere     | Italia   | SL         |
| 19 marzo 2000    | Bormio        | Italia   | SL         |
| 20 gennaio 2002  | Berchtesgaden | Germania | SL         |
| 15 marzo 2003    | Lillehammer   | Norvegia | SL         |

Legenda:

SL = slalom speciale

### Coppa Europa
- Miglior piazzamento in classifica generale: 8ª nel 1993
- 4 podi (dati parziali, dalla stagione 1994-1995):
  - 2 vittorie
  - 2 terzi posti

#### Coppa Europa - vittorie
| Data            | Località | Paese    | Specialità |
| --------------- | -------- | -------- | ---------- |
| 21 gennaio 1995 | Bergen   | Germania | SL         |
| 3 marzo 1995    | Abetone  | Italia   | SL         |

Legenda:

SL = slalom speciale

### Nor-Am Cup
- Vincitrice della classifica di slalom speciale nel 1992[senza fonte]
- 8 podi (dati parziali, dalla stagione 1994-1995):
  - 7 vittorie
  - 1 terzo posto

#### Nor-Am Cup - vittorie
| Data             | Località                 | Paese       | Specialità |
| ---------------- | ------------------------ | ----------- | ---------- |
| 14 marzo 1997    | Mission Ridge            | Stati Uniti | SL         |
| 15 marzo 1997    | Mission Ridge            | Stati Uniti | SL         |
| 29 novembre 1997 | Winter Park/Breckenridge | Stati Uniti | SL         |
| 28 novembre 1998 | Beaver Creek             | Stati Uniti | SL         |
| 3 aprile 1999    | Mount Bachelor           | Stati Uniti | SL         |
| 17 dicembre 1999 | Mont-Tremblant           | Canada      | GS         |
| 7 febbraio 2000  | Deer Valley              | Stati Uniti | SL         |

Legenda:

GS = slalom gigante

SL = slalom speciale

### Campionati statunitensi
- 10 medaglie (dati dalla stagione 1994-1995)[2]:
  - 5 ori (slalom speciale nel 1995; slalom speciale nel 1996; slalom speciale nel 1997; slalom speciale nel 1998; slalom speciale nel 2003)
  - 4 argenti (slalom speciale nel 1999; slalom speciale nel 2000; slalom gigante, slalom speciale nel 2005)
  - 1 bronzo (slalom gigante nel 2003)